# Верхній Ононськ
Верхній Оно́нськ (рос. Верхний Ононск) — село у складі Олов'яннинського району Забайкальського краю, Росія. Входить до складу Ононського сільського поселення.

## Історія
Село утворено 2013 року шляхом виділення із села Ононськ.